# Paleodictyoconus
Paleodictyoconus, en ocasiones erróneamente denominado Palaeodictyoconus, es un género de foraminífero bentónico de la subfamilia Dictyoconinae, de la familia Orbitolinidae, de la superfamilia Orbitolinoidea, del suborden Orbitolinina y del orden Loftusiida. Su especie tipo es Dictyoconus cuvillieri. Su rango cronoestratigráfico abarca desde el Valanginiense hasta el Bedouliense (Cretácico inferior).

## Discusión
Clasificaciones previas incluían Paleodictyoconus en el suborden Textulariina del orden Textulariida o en el orden Lituolida.

## Clasificación
Paleodictyoconus incluye a las siguientes especies:
- Paleodictyoconus actinostoma †
- Paleodictyoconus conica †
- Paleodictyoconus cuvillieri †
- Paleodictyoconus glanensis †
- Paleodictyoconus senonicus †

Otra especie considerada en Paleodictyoconus es:
- Paleodictyoconus leridanus †, de posición genérica incierta